# V尾四轴
V尾四轴，是一种小众的无人飞行器结构。

## V尾四轴的特点
V尾即V型尾翼的意思，而在四旋翼飞行器（即四轴）上，则体现为后方两个螺旋桨并不与地面水平，而是翘起一定角度。这类飞行器的优势在于可以获得理想的yaw转向。一般多旋翼飞行器的yaw轴转速受限于电机反扭大小，而在V尾四轴中，后方两个发动机推力的一个分力作用于yaw轴转向，使得V尾四轴可以获得不受限制的yaw轴速度。具有这种优势的飞行器，可以提升在竞速比赛中的灵活性，也可以适用于特种飞行器的特殊需求。

## 制作V尾四轴的遇到的困难
小型无人机最简单可靠的方式，是使用碳纤维板和铝合金柱连接构成立体结构，铝合金柱使用成品量产尺寸的螺纹柱，碳纤维板则用CNC机床切割，这样难免会出现一个问题：即存在加工误差，无法确保V形尾桨角度的稳定。为了解决这个问题，大多数厂家会使用塑料或铝合金的支架来固定，那么成本会提高，强度会降低，而在竞速无人机上，强度降低是致命的。